# League of Legends Championship Korea
League of Legends Championship Korea – zkráceně taky známá pod názvem LCK je jihokorejská profesionální extraliga společnosti RiotGames zaměřená na League of Legends. Patří mezi čtyři největší ligy světa tohoto esportu a reprezentuje ji deset nejlepších jihokorejských, domácích týmů.
Liga byla založena roku 2012 v Seoulu, ve druhé sezóně League of Legends. Po vzoru této ligy vznikly další velké extraligy – jako LCS, LEC, nebo LPL. Liga má za úkol vybrat tři nejlepší týmy korejského regionu, které budou Jižní Koreu reprezentovat na každoročním Mistrovství světa v League of Legends (WORLDS/World Championship). Celý průběh ligy je vysílán živě na platformách Twitch, YouTube, nebo na televizních kanálech speciálně zaměřených na progaming.
Ve světě League of Legends je LCK považována za nejúspěšnější ligu v historii – především díky mezinárodním úspěchům a statistikám, ve kterých drtivě přehrává všechny ostatní extraligy – z dosavadních deseti Světových šampionátů vyhrály korejské týmy šest, přičemž v prvních dvou sezónách se ještě ani nemohly účastnit jako reprezentanti Korejského regionu. Liga podobně dominuje taky na Mid-Season Invitational, druhé největší kompetitivní události pro LoL – vítězství dvou z pěti konaných šampionátů.

## Týmy
Stejně, jako v případě ostatních lig, je i LCK otevřená a kvalifikovat se může jakýkoliv tým, který prokáže dostatečné dovednosti. Mezi stálici korejských týmů patří týmy jako SK Telecom T1, Gen.G, Damwon Kia, nebo KT Rolster.
Týmy, které se zapsaly do historie vítězstvím na Worlds byly týmy: SK Telecom T1 (Worlds 2013, 2015, 2016), Samsung White (Worlds 2014), Samsung Galaxy (2017) a Damwon Gaming (2020).

## Průběh
Liga obvykle začíná zhruba měsíc po začátku nové sezóny pro League of Legends, přesné datum si však stanovuje samotná společnost RiotGames, aby nedocházelo ke zmatkům při sledování dalších velkých lig esportové LoL scény. Stejně, jako ve většině ostatních lig je sezóna rozdělená do čtyř období – jsou jimi Jarní skupinová část, Jarní playoffs, Letní skupinová část a Letní playoffs. V minulosti v lize existovala taky Zimní část, která však byla v roce 2015 zrušena a nahrazena mezinárodním eventem – AllStars. Skupinové fáze mají vybrat šest nejlepších týmů, aby se navzájem vyřadily v Playoffs fázi. Vítězný tým Jarní části ligy reprezentuje Koreu na Mid-Season Invitational (MSI), druhé největší esportové události pro League of Legends. Vítěz Letní části ligy má pak zajištěno jedno ze tří míst reprezentující Koreu na Mistrovství světa, pravidelně se konající koncem podzimu.